# Lijst van kunstenaars uit de rococo
Hieronder volgt een chronologische lijst van kunstenaars uit de rococo.

## Geboren van 1600 - 1700
- Gregorio de Ferrari, 1644-1726, Italiaans kunstschilder
- Nicolas de Largilliere, 1656-1746, Frans kunstschilder
- Giacomo Serpotta, 1656-1732, Italiaans beeldhouwer
- Francesco Trevisani, 1656-1746, Italiaans kunstschilder
- Sebastiano Ricci, 1659-1734, Italiaans kunstschilder
- Michele Rocca, 1666-1751, Italiaans kunstschilder
- Nicolas Bertin, 1667-1736, Frans kunstschilder
- Claude-Augustin Cayot, 1667-1722, Frans beeldhouwer
- Alessandro Magnasco, 1667-1749, Italiaans kunstschilder
- Antonio Corradini, 1668-1752, Italiaans beeldhouwer
- Rosalba Carriera, 1675-1757, Italiaans kunstschilder
- Giovanni Antonio Pellegrini, 1675-1741, Italiaans kunstschilder
- Marcellus Laroon de Jongere, 1679-1772, Engels kunstschilder
- Giacomo Amiconi, 1682-1752, Italiaans kunstschilder
- Giovanni Batista Piazetta, 1683-1754, Italiaans kunstschilder
- Jean-Antoine Watteau, 1684-1721, Frans kunstschilder
- Jean-Marc Nattier, 1685-1766, Frans kunstschilder
- Giovanni Battista Pittoni, 1687-1767, Italiaans kunstschilder
- Paul de Lamerie, 1688-1751, Nederlands/Engels zilversmid
- Francois Le Moyne, 1688-1737, Frans kunstschilder
- Francesco Maria Schiaffino, 1688-1763, Italiaans beeldhouwer
- Bernard de Wilde, 1691-1772, Zuid-Nederlands architect
- Georg Raphael Donner, 1693-1749, Oostenrijks beeldhouwer
- Jacques Dubois, 1693-1763, Frankrijk
- Charles-Antoine Coypel, 1694-1752, Frans kunstschilder
- Corrado Giaquinto, 1694-1765, Italiaans kunstschilder
- Jean-Baptiste Pater, 1695-1736, Frans kunstschilder
- Jacob de Wit, 1695-1754, Nederlands kunstschilder
- Giovanni Marchiori, 1696-1778  Italiaans beeldhouwer
- Giovanni Battista Tiepolo, 1696-1770, Italiaans kunstschilder
- Canaletto, 1697-1768, Italiaans kunstschilder
- Nicola Salvi, 1697-1751, Italiaans beeldhouwer
- Jean-Baptiste Siméon Chardin, 1699-1779, Frans kunstschilder
- Gian Antonio Guardi, 1699-1761, Italiaans kunstschilder
- David 't Kindt, 1699-1770, Zuid-Nederlands architect
- Giovan Maria Morlaiter, 1699-1781, Italiaans beeldhouwer
- Giuseppe Nogari, 1699-1766, Italiaans kunstschilder

## Geboren na 1700
- Lodewijk Joseph Fruytiers (1713-1782) Vlaamse graveur
- Joseph Blackburn, 1700-1780, Engels/Amerikaans kunstschilder
- Charles Joseph Natoire, 1700-1777, Frans kunstschilder
- Luigi Vanvitelli, 1700-1773, Italiaans Architect
- Thomas Hudson, 1701-1779, Engels kunstschilder
- Pietro Longhi, 1702-1785, Italiaans kunstschilder
- Louis-Francois Roubiliac, 1702-1762, Frans/Engels beeldhouwer
- Francesco Zuccarelli, 1702-1788, Italiaans kunstschilder
- François Boucher, 1703-1770, Frans kunstschilder
- Maurice Quentin de La Tour, 1704-1788, Frans kunstschilder
- Johann Baptist Straub, 1704-1784, Duits beeldhouwer
- Francoise Duparc, 1705-1778, Spaans/Frans kunstschilder
- Pompeo Batoni, 1708-1787, Italiaans kunstschilder
- Francesco Fontebasso, 1709-1769, Italiaans kunstschilder
- Christophe-Gabriel Allegrain, 1710-1795, Frans beeldhouwer
- Francesco Guardi, 1712-1793, Italiaans kunstschilder
- Allan Ramsay, 1713-1784, Schots kunstschilder
- Jean-Baptiste Pigalle, 1714-1785, Frans beeldhouwer
- Charles-Francois Hutin, 1715-1776, Frans beeldhouwer
- Jean-Baptiste Perronneau, 1715-1783  Frans
- Étienne-Maurice Falconet, 1716-1791, Frans beeldhouwer
- Johann Georg Ziesenis (de jongere), 1716-1776, Duits portretschilder
- Bernardo Bellotto, 1721-1780, Italiaans kunstschilder
- Charles Flipart, 1721-1797, Frans kunstschilder
- Sir Joshua Reynolds, 1723-1792, Engels kunstschilder
- Jean-Baptiste Greuze, 1725-1805, Frans kunstschilder
- Peder Als, 1726-1776, Deens kunstschilder
- Thomas Gainsborough, 1727-1788, Engels kunstschilder
- Ignaz Günther, 1725-1775, Duits beeldhouwer
- Giovanni Domenico Tiepolo, 1727-1804, Italiaans kunstschilder
- Jean Baptiste Pillement, 1728-1808, Frans kunstschilder
- Ivan Petrovich Argunov, 1729-1802, Russisch kunstschilder
- Paul Sandby, 1730-1809, Engels kunstschilder
- Pierre Julien, 1731-1804, Frans beeldhouwer
- Jean-Honore Fragonard, 1732-1806, Frans kunstschilder
- Hubert Robert, 1733-1808, Frans kunstschilder
- Louis-Marin Bonnet, 1736-1793, Frans
- Niclas Lafrensen, 1737-1807, Frans kunstschilder
- Clodion, 1738-1814, Frans beeldhouwer
- John Smart, 1741-1811, Engels Miniaturist
- Richard Cosway, 1742-1821  English Miniaturist
- John Wollaston, 1742-1775,  Engels/Amerikaans kunstschilder
- Anne Vallayer-Coster, 1744-1818, Frans kunstschilder
- Marie Anne Gerard Fragonard, 1745-1823,  Frans kunstschilder
- Jean-Baptiste Huet, 1745-1811, Frans kunstschilder
- Francisco de Goya, 1746-1828,  Spaans kunstschilder
- Luis Paret y Alcazar, 1746-1799, Spaans kunstschilder
- Antonio Carnicero, 1748-1814, Spaans kunstschilder
- Claude Hoin, 1750-1817, Frans kunstschilder
- Joseph-Charles Marin, 1759-1834  Frans beeldhouwer